# 北京地下城
北京地下城（ペキンちかじょう）は、中華人民共和国北京市の天安門広場地下に存在する巨大避難壕（シェルター）。1969年の中ソ関係が悪化した頃から10年の歳月をかけて工事が行われ30万人を収容できるだけの建造物として出来上がった。一部が一般公開され同市の観光スポットとなっていたが、2008年に閉鎖された。